# Mohanpur, Indien
Mohanpur är en ort i Indien.   Den ligger i distriktet Shāhjahānpur och delstaten Uttar Pradesh, i den norra delen av landet, 300 km öster om huvudstaden New Delhi. Mohanpur ligger 171 meter över havet och antalet invånare är 5 596.
Terrängen runt Mohanpur är mycket platt. Runt Mohanpur är det tätbefolkat, med 442 invånare per kvadratkilometer. Närmaste större samhälle är Khūtār, 6,0 km söder om Mohanpur. Trakten runt Mohanpur består till största delen av jordbruksmark.